# اس‌بی-۲ پلیکان
اس‌بی-۲ پلیکان (به انگلیسی: Pilatus_SB-2) یک هواگرد ملخ‌پیشین تک‌موتوره از نوع ترابری شش سرنشینه ساخت شرکت Pilatus Aircraft است. هواگرد اس‌بی-۲ پلیکان نخستین پروازش را در ۳۰ مه ۱۹۴۴ میلادی انجام داد. در مجموع، تعداد ۱ فروند از این هواگرد ساخته شده‌است.